# SV Blau-Weiß Oberthal
Der SV Blau-Weiß Oberthal ist ein deutscher Sportverein mit Sitz in der saarländischen Gemeinde Oberthal im Landkreis St. Wendel.

## Geschichte

### Gründung bis 1970er Jahre
Der Verein wurde im Jahr 1921 gegründet. Die erste Fußball-Mannschaft stieg zur Saison 1968/69 aus der Bezirksliga in die Amateurliga Saarland auf. Mit 25:35 Punkten gelang dann über den zehnten Platz auch der Klassenerhalt. In den kommenden Jahren platzierte sich der Verein in der Regel immer irgendwo im Mittelfeld. Nach der Saison 1977/78 wurde die Liga dann am Saisonende aufgeteilt. Die Blau Weißen spielten somit bedingt durch 26:46 Punkten und dem 16. Platz zur nächsten Saison in der viertklassigen Verbandsliga.

### Heutige Zeit
In der Saison 2010/11 spielt die Fußball-Mannschaft in einer Spielgemeinschaft zusammen mit dem FC Gronig als SG Gronig/Oberthal in der Kreisliga A Nordsaar. Hier belegte die Mannschaft dann am Ende der Spielzeit 2014/15 mit 64 Punkten den zweiten Platz. In der Relegation unterlag man nach einem Sieg über den SV Urexweiler II dann jedoch mit 4:5 n. E. gegen den FC Bierbach und verpasste somit den Aufstieg in die Bezirksliga. Mit 67 Punkten gelang jedoch schließlich nach der Spielzeit 2016/17 die Meisterschaft und somit dann auch der direkte Aufstieg in die Bezirksliga St. Wendel. Hier spielt die SG auch noch bis heute.